# Trampolino elastico ai Giochi olimpici
Il trampolino elastico fu introdotto ai Giochi olimpici come disciplina autonoma, sia maschile che femminile, a partire da Sydney 2000.

## Medagliere
Aggiornato a Parigi 2024.
| Pos | Nazione                     | Oro | Argento | Bronzo | Totale |
| --- | --------------------------- | --- | ------- | ------ | ------ |
| 1   | Cina                        | 4   | 5       | 7      | 16     |
| 2   | Canada                      | 2   | 3       | 3      | 8      |
| 3   | Russia                      | 2   | 2       | 0      | 4      |
| 4   | Bielorussia                 | 2   | 0       | 0      | 2      |
| 5   | Gran Bretagna               | 1   | 1       | 1      | 3      |
| 6   | Ucraina                     | 1   | 1       | 0      | 2      |
| 6   | Atleti Individuali Neutrali | 1   | 1       | 0      | 2      |
| 8   | Germania                    | 1   | 0       | 1      | 2      |
| 9   | Australia                   | 0   | 1       | 1      | 2      |
| 10  | Uzbekistan                  | 0   | 0       | 1      | 1      |

## Albo d'oro

### Trampolino maschile
| Edizione                                        | Oro                                             | Argento                               | Bronzo                                |
| ----------------------------------------------- | ----------------------------------------------- | ------------------------------------- | ------------------------------------- |
| Sydney 2000                                     | Aleksandr Moskalenko                            | Ji Wallace                            | Mathieu Turgeon                       |
| Atene 2004                                      | Jurij Nikitin                                   | Aleksandr Moskalenko                  | Henrik Stehlik                        |
| Pechino 2008                                    | Lu Chunlong                                     | Jason Burnett                         | Dong Dong                             |
| Londra 2012                                     | Dong Dong                                       | Dmitrij Ušakov                        | Lu Chunlong                           |
| Rio de Janeiro 2016                             | Uladzislaŭ Hančaroŭ                             | Dong Dong                             | Gao Lei                               |
| Tokyo 2020                                      | Ivan Litvinovič                                 | Dong Dong                             | Dylan Schmidt                         |
| Parigi 2024                                     | Ivan Litvinovič                                 | Wang Zisai                            | Yang Langyu                           |
| Atleta meglio premiato: Ivan Litvinovič (2/0/0) | Atleta meglio premiato: Ivan Litvinovič (2/0/0) | Nazione meglio premiata: Cina (2/3/4) | Nazione meglio premiata: Cina (2/3/4) |

### Trampolino femminile
| Edizione                                            | Oro                                                 | Argento                               | Bronzo                                |
| --------------------------------------------------- | --------------------------------------------------- | ------------------------------------- | ------------------------------------- |
| Sydney 2000                                         | Irina Karavaeva                                     | Oksana Cyhul'ova                      | Karen Cockburn                        |
| Atene 2004                                          | Anna Dogonadze                                      | Karen Cockburn                        | Huang Shanshan                        |
| Pechino 2008                                        | He Wenna                                            | Karen Cockburn                        | Yekaterina Xilko                      |
| Londra 2012                                         | Rosannagh MacLennan                                 | Huang Shanshan                        | He Wenna                              |
| Rio de Janeiro 2016                                 | Rosannagh MacLennan                                 | Bryony Page                           | Li Dan                                |
| Tokyo 2020                                          | Zhu Xueying                                         | Liu Lingling                          | Bryony Page                           |
| Parigi 2024                                         | Bryony Page                                         | Vijaleta Bardziloŭskaja               | Sophiane Methot                       |
| Atleta meglio premiato: Rosannagh MacLennan (2/0/0) | Atleta meglio premiato: Rosannagh MacLennan (2/0/0) | Nazione meglio premiata: Cina (2/2/3) | Nazione meglio premiata: Cina (2/2/3) |